# Campionati sudamericani femminili di cricket T20 2023
I Campionati sudamericani femminili di cricket T20 2023 si sono svolti dal 13 al 15 ottobre a Buenos Aires, in Argentina: al torneo hanno partecipato due squadre.

## Regolamento

### Formula
La formula ha previsto che si disputassero tre partite, con il vincitore deciso alla meglio delle tre. 

## Risultati
| 13 ottobre 2023 St Albans Club, Buenos Aires | Argentina | 427/1 - 63 | Cile | Argentina vince di 364 runs |
| 14 ottobre 2023 St Albans Club, Buenos Aires | Argentina | 300/6 - 19 | Cile | Argentina vince di 281 runs |
| 15 ottobre 2023 St Albans Club, Buenos Aires | Argentina | 333/1 - 22 | Cile | Argentina vince di 311 runs |